# 1805 Dirikis
Az 1805 Dirikis (ideiglenes jelöléssel 1970 GD) a Naprendszer kisbolygóövében található aszteroida. Ljudmila Csernih fedezte fel 1970. április 1-én.